# Sistema ottico acromatico

Doppietto acromatico

Un sistema ottico si dice acromatico se presenta aberrazione cromatica in modo ridotto. Un sistema totalmente acromatico è inteso come un ideale teorico; l'aberrazione, infatti, non può essere eliminata completamente, ma solo ridotta a valori molto bassi.
In termini più tecnici, per sistema acromatico s'intende un sistema ottico in grado di mettere a fuoco, nello stesso punto, luce di due diverse lunghezze d'onda (cioè di due diversi colori). Un sistema acromatico classico è realizzato accoppiando due vetri diversi, aventi differenti coefficienti di dispersione (tipicamente un vetro flint e un vetro crown): si parla in questo caso di doppietto acromatico. Un sistema ottico in grado di mettere a fuoco contemporaneamente nello stesso punto luce di tre colori diversi è chiamato apocromatico.